# جوليا روبنسون
جوليا روبنسون (بالإنجليزية: Julia Robinson)‏ (و. 1919 – 1985 م) هي رياضياتية، وفيلسوفة، وأستاذة جامعية، وعالمة أمريكية، ولدت في سانت لويس، ميزوري، كانت عضوةً في الأكاديمية الوطنية للعلوم (منذ 1976)، والأكاديمية الأمريكية للفنون والعلوم، توفيت في كاليفورنيا، عن عمر يناهز 66 عاماً، بسبب ابيضاض الدم. كانت عالمة رياضيات أمريكية برزنت لإسهاماتها في ميادين نظرية القابلية للحساب ونظرية التعقيد الحسابي - ولا سيما في مسائل القرار. ولعب عملها بشأن المشكلة العاشرة لدى هيلبرت، المعروفة اليوم باسم نظرية ماتياسفيتش دورا حاسما في حلها النهائي.

## نشأتها
ولدت روبنسون في سانت لويس في ولاية ميسوري، وهي ابنة رالف باورز بومان وهيلين (هول) بومان، كان والدها يملك شركة آلات بينما كانت والدتها مدرسة قبل الزواج. ماتت والدتها عندما كانت روبنسون في الثانية وتزوج والدها مرة أخرى. كانت شقيقتها الكبرى متخصصة في علم الرياضيات وكاتبة سيرة واسمها كونستانس ريد وشقيقتها الأصغر هي بيلي كومستوك.
عندما كانت في التاسعة من عمرها، تم تشخيصها بالحمى القرمزية التي أعقبتها حمى الروماتيزم. ما جعلها تفقد عامين من الدراسة. وعندما كانت في حالة جيدة مرة أخرى، كانت تتلقى تعليمها الخاص من مدرس متقاعد في المدرسة الابتدائية. وفي سنة واحدة فقط، تمكنت من إكمال مناهج السنة الخامسة والسادسة والسابعة والثامنة.  التحقت بمدرسة سان دييغو الثانوية وخاضت اختبار الذكاء ((IQ وحصلت على نتيجة 98 نقطة، أي أقل من المتوسط. على الرغم من أنها دون متوسط معدل الذكاء، كانت جوليا في المدرسة الثانوية الطالبة الوحيدة التي تأخذ فصولًا متقدمة في الرياضيات والفيزياء. تخرجت من المدرسة الثانوية بجائزة باوش-لومب لتحقيقها عاما متميزا في العلوم.
في عام 1936، دخلت روبنسون جامعة ولاية سان دييغو وهي في السادسة عشرة من عمرها. وكانت غير راضية عن منهج الرياضيات في جامعة سان دييغو الحكومية، ثم انتقلت إلى جامعة كاليفورنيا في بيركلي عام 1939 من أجل سنتها العليا. قبل أن تتمكن من الانتقال إلى جامعة بيركلي، انتحر والدها عام 1937 بسبب وضعه المالي. خلال عامها الأول في بيركلي، أخذت مساق نظرية الأعداد المدرس من رافائيل روبنسون. وحصلت على درجة البكالوريوس في العلوم عام 1940. ثم تزوجت لاحقا من رافاييل عام 1941.

## إسهاماتها في الرياضيات
بعد التخرج، واصلت روبنسون دراساتها العليا في بيركلي. وباعتبارها طالبة دراسات عليا، عملت روبنسون كمساعدة في قسم الرياضيات، ثم عملت كمساعدة في مختبر الإحصاء، حيث أسفر عملها عن أول بحث منشور لها بعنوان «ملاحظة عن التحليل التسلسلي الدقيق».
حصلت روبنسون على الدكتوراه في عام 1948 بإشراف ألفريد تارسكي مع أطروحة عن «مشاكل التعريف والقرار في الحساب».  أظهرت رسالتها أن نظرية الأرقام النسبية مشكلة لا يمكن حلها.

## الأستاذية في جامعة بيركلي
لم يكن مسموحا لها بالتدريس في قسم الرياضيات في بيركلي، لوجود قاعدة تمنع أفراد العائلة من العمل معا في نفس القسم، بعد الزواج من رافائيل روبنسون في عام 1941. ظلت روبنسون في قسم الإحصاء رغم رغبتها في تدريس التفاضل والتكامل. وعلى الرغم من تقاعد رافائيل في عام 1973، لم يعرض عليها حتى عام 1976 منصب الأستاذية بدوام كامل في بيركلي إلا بعد أن سمعت الإدارة بترشيحها للأكاديمية الوطنية للعلوم.

## تكريم
بعد أن حلت روبنسون مشكلة هيلبرت العاشرة، رشحها سوندرز ماك لين إلى الأكاديمية الوطنية للعلوم. ذهب  كل من ألفرد تارسكي وجيرزي نيمان إلى واشنطن العاصمة لشرح الأسباب التي جعلت عملها مهما جدا وكيف أنه ساهم بشكل كبير في الرياضيات. في عام 1975، كانت أول عالمة رياضيات يتم انتخابها في الأكاديمية الوطنية للعلوم. وانتخبت روبنسون كأول رئيسة لجمعية الرياضيات الأمريكية . واستغرق الأمر وقتًا لقبول الترشيح.
في عام 1982، منحت روبنسون جائزة نويثر من جمعية المرأة في الرياضيات وقامت بسلسلة محاضرات حول المعادلات الوظيفية في الحساب. وفي هذا الوقت تقريبا منحت أيضا جائزة زمالة ماك آرثر بمبلغ 60 ألف دولار. وفي عام 1985 أصبحت أيضا عضوا في الأكاديمية الأمريكية للفنون والعلوم.

## وفاتها
في عام 1948، شخصت روبنسون بسرطان الدم، وتوفيت في أوكلاند، كاليفورنيا، في 30 يوليو 1985. وكان من آخر طلبات جوليا عدم وجود مراسم تشييع وأن على من يرغبون في تقديم هدية في ذكراها أن يساهموا في صندوق ألفريد تارسكي الذي كان لها دور فعال في إنشائه تكريما لمعلمتها الراحلة وصديقتها وزميلتها. وبتواضع إلى النهاية، تركت شخصيتها وإنجازاتها تتحدث عن نفسها، وفقا لسولومون فيفرمان.

## العمل السياسي
في الخمسينات، كانت روبنسون نشطة في أنشطة الحزب الديمقراطي المحلي. كانت مديرة حملة ألان كرانستون في مقاطعة كونترا كوستا عندما ترشح لأول منصب سياسي له:
«لا أتذكر بالضبط ما حدث، لكن النتيجة النهائية كانت أن جوليا شاركت خلال تلك السنوات في غمرة سياسات الحزب الديمقراطي، إذ سجلت الناخبين، وقرعت أجراس الباب في الأحياء ليدلي الناس بأصواتهم. خدمت كمديرة حملة ألان كرانستون لمقاطعة كونترا كوستا عندما نجح في الترشح لمنصب مراقب الدولة -أول منصب سياسي له.»
-كونستانس ريد

## تكريمات أخرى
سمي على شرفها مهرجان جوليا روبنسون للرياضيات، الذي أقيم تحت رعاية المعهد الأمريكي للرياضيات، 2013 وحتى الآن، ومعهد أبحاث العلوم الرياضية 2007-2013.
أنتج جورج قصيري واخرج فيلمًا وثائقيًا مدته ساعة واحدة عن روبنسون بعنوان جوليا روبنسون ومسألة هيلبرت العاشرة، والذي عرض لأول مرة في اجتماع الرياضيات المشترك في سان دييغو يوم 7 يناير 2008. نشرت مجلة إخطارات جمعية الرياضيات الأمريكية ملخصُا للفيلم وحوارًا مع المخرج.

## التعليم
تعلمت في جامعة كاليفورنيا، بركلي.

## جوائز
حصلت على جوائز منها:
- زمالة ماك آرثر
- زميل الأكاديمية الأمريكية للفنون والعلوم.